# Équipe du pays de Galles de rugby à XIII
L'équipe du pays de Galles de rugby à XIII est l'équipe qui représente le pays de Galles dans les principales compétitions internationales de rugby à XIII. Elle fait partie des meilleures sélections au monde comme l'a prouvé son classement des équipes nationales de rugby à XIII avec son dixième rang en janvier 2007. Elle est sous l'égide de la Wales Rugby League.

## Histoire

Logo commémoratif du centenaire

Si la fédération est créée en 1907, l'équipe nationale est mise en place en 1908, et rencontre la même année l'Australie pour son tout premier match international.  Cependant, les meilleurs treizistes gallois ont longtemps évolué sous les couleurs de la sélection britannique.
Merthyr Tydfil et Ebbw Vale sont les deux premiers clubs gallois à s'affilier à la Northern Rugby League, l'association britannique qui fut à l'origine de la scission entre rugby à XV et rugby à XIII. Les deux clubs sont bientôt suivis par les clubs d'Aberdare, de Barry, Treherbert et Midd Rhondda (en), ce dernier accueillant la rencontre de l'équipe nationale face à l'Australie.
Mais l'apparition du rugby à XIII au pays de Galles ne s'est pas faite sans tension avec son rival, le rugby à XV. Par un mécanisme analogue à celui qui vit les joueurs d'Angleterre du nord quitter la fédération « quinziste »  du sud, pour pouvoir être rémunérés, les joueurs gallois, issus de la classe ouvrière, quittèrent la fédération quinziste galloise pour obtenir compensation de leurs journées non travaillées. Un départ de joueurs gallois qui greva pendant de longues années le rugby à XV au pays de Galles.
La Welsh Rugby Union (fédération de rugby à XV galloise) réplique en effectuant de nombreuses pressions; si Pontypridd, résiste une saison chez les professionnels anglais (saison 1926-1927) , le club disparait, et à l'aube de la Seconde Guerre mondiale, il ne subsiste plus aucun club gallois treiziste.
Après la Seconde Guerre mondiale, le mouvement treiziste gallois tente de renaître en organisant des matchs-exhibitions, puis surtout en créant un nouveau championnat comprenant des équipes de Cardiff, Llanelli, Bridgend, Ystragdulais, Aberavon, Amman Vale, Blena et Neath. Ce championnat, créé en 1949 ne survit que jusqu'en 1952.
Les années 1960 marquent également un épisode douloureux pour les joueurs noirs gallois : ceux-ci, initialement licenciés à XV, se voient ostraciser par la fédération quinziste qui les prive de toute carrière internationale. En conséquence, quitte à n'avoir aucune chance de jouer pour le pays de Galles à XV, ils préfèrent rejoindre les clubs de rugby à XIII du nord de l'Angleterre. Ce que fait par exemple Terry Michael qui rejoint Halifax en 1965. 
L'équipe a participé à cinq coupes du monde en (1975, 1995,  2000, 2013 et 2017) et a atteint à deux reprises les demi-finales (1995 et 2000) et une place de troisième en 1975. Cependant, elle a créé une surprise en ne parvenant pas à se qualifier pour la coupe du monde 2008, devancée par l'Écosse en phase éliminatoire.
Néanmoins, l'équipe galloise semble de retour dans l'élite mondiale puisqu'en  2010 elle gagne la Coupe d'Europe des nations en battant la France, ce qui l'amène à disputer le Four nations en 2011.
L'équipe subit ensuite des revers dont une mémorable défaite en Papouasie-Nouvelle Guinée (6  - 50) au moment de la coupe du monde de 2017 et une autre face aux Fidji (6-72) au cours de la même compétition.
Cependant les gallois semblent avoir inversé la tendance en se qualifiant directement pour la coupe du monde 2021; ils se classent en effet deuxièmes de la Coupe d'Europe des nations de 2018, derrière la France, en prenant leur revanche contre les Irlandais, qui les avait battus lors de la coupe du monde l'année d'avant.

## Palmarès
- Coupe du monde:
  - Troisième : 1975
  - Demi-finaliste : 1995 et 2000.

- Coupe d'Europe des nations (7):
  - Champion : 1936, 1937, 1938, 1995, 2009, 2010 et 2015
  - Finaliste : 2018.

## Entraîneurs et Joueurs emblématiques
Du côte des entraîneurs on peut retenir le nom de Les Pearce (1923-2018), ancien joueur de Halifax,  qui entraîne la sélection nationale en 1975 et dispute avec celle-ci une dizaine de matches, dont quatre sont remportés par les « Dragons », avec deux victoires en Coupe du Monde en 1975  face à l'Angleterre (12-7 lors du match surnommé la « Bataille de Brisbane ») et la Nouvelle-Zélande (25-24) .
Du côté des joueurs, on peut citer, entre autres, John Thomas Mantle (né le 13 mars 1942 à Cardiff et mort le 18 novembre 2018), qui est un joueur de rugby à XV et rugby à XIII gallois évoluant au poste de troisième ou deuxième ligne dans les années 1960 et 1970.
- Lee Briers
- Jonathan Davies
- Willie Davies
- Trevor Foster
- Iestyn Harris
- Jordan James
- Elliot Kear
- Gus Risman
- Christiaan Roets
- Jim Sullivan
- Ian Watson
- David Watkins
- Rhys Williams
- Frank Whitcombe

## Parcours en Coupe du monde
| Année | Position    |         | Année       | Position |               | Année | Position |
| 1954  | Non invitée | 1975    | Troisième   | 2008     | Non qualifiée |       |          |
| 1957  | Non invitée | 1977    | Non invitée | 2013     | 1er tour      |       |          |
| 1960  | Non invitée | 1985-88 | Non invitée | 2017     | 1er tour      |       |          |
| 1968  | Non invitée | 1989-92 | Non invitée | 2021     | 1er tour      |       |          |
| 1970  | Non invitée | 1995    | Demi-finale | 2026     | Non qualifiée |       |          |
| 1972  | Non invitée | 2000    | Demi-finale | 2029     |               |       |          |

## Les Wales Dragonhearts: une sélection amateure ou une «équipe B»?
Dans les années 2000-2010, une deuxième équipe du pays de Galles apparaît. Elle porte le nom de Wales dragonhearts (cœurs de dragon du pays de Galles en français), elle est composée exclusivement de joueurs gallois jouant dans le championnat national gallois ou Welsh Conference. De facto, il s'agit donc de joueurs amateurs. Mais l'équipe sert également de base aux sélectionneurs pour compléter l'équipe du pays de Galles, lorsque celle-ci dispute les grands tournois comme la Coupe du monde et la Coupe d'Europe. Il serait donc probablement plus juste de la considérer comme une «  équipe B », celle-ci étant de tout façon la descendante de l'équipe de « Galles A »  qui avait été créée en 1991.